# Hélène Crouzillat
Hélène Crouzillat  est une monteuse son, réalisatrice et documentariste française.

## Biographie
Entre 2006 et 2008, Hélène Crouzillat réalise des reportages sonores. Elle a le souci de donner la parole à des enfants et adolescents, des migrantes, des jeunes incarcérés.
En 2014, elle réalise avec Lætitia Tura, Les Messagers, un documentaire sur les traces des personnes migrantes disparues.
En 2020, elle réalise Vie nue, un court métrage sur les premières victimes du Covid-19 qui n'ont pas eu de funérailles en raison des conditions sanitaires.
En 2020, elle est sur un projet de long métrage sur l'assurance chômage en France.

## Créations sonores
- Viva Utopia, paroles de jeunes incarcérés a la Maison d’Arrêt de Villepinte, 25 min
- Le corps, paroles de jeunes errants, 15 min
- Les hommes aussi, ils pleurent, paroles de femmes migrantes, 20 min
- Hors de toit, paroles de sans domicile fixe, 45 min
- Ecarts d’identité, 30 min

## Montage
- 68 non-stop, Fred Hilgemann, 62min, 2008
- Le Carnaval de Kwen, Fred Hilgemann, 52 min, 2009

## Réalisations
- 2014 :  Les Messagers, 70 min
- 2020 : Vie nue, 10 min
- 2024 : L'Effet Bahamas, 96 min